# Wolny Związek Religijny
Wolny Związek Religijny – wspólnota religijna powstała wskutek przekształcenia założonego w 1844 roku przez księdza Johannesa Rongego we Wrocławiu Niemieckiego Kościoła Katolickiego (niem. deutsch-katolische Kirche).
Ronge protestował przeciwko masowym pielgrzymkom w Trewirze, czczącym relikwię – suknię Chrystusa: 16 października 1844 roku opublikował w czasopiśmie Sächsischen Vaterlandsblättern krytyczny artykuł pod tytułem Offenes Sendschreiben an den Bischof Arnoldi in Trier („List otwarty do biskupa Arnoldiego w Trewirze”), w którym skrytykował organizowanie pielgrzymek, uznając je za wyzysk wiernych i obrazę rozumu. W tym czasie inny ksiądz, Jan Czerski z Piły, odrzucając prymat papieża, kult świętych oraz doktrynę Kościoła katolickiego związaną z odpustami i czyśćcem, stworzył własną wspólnotę katolicką. Ronge i Czerski spotkali się w 1844 roku we Wrocławiu i utworzyli tu gminę wyznaniową.
Po publikacji Rongego, od 1845 roku, powstawać zaczęły w całym kraju gminy niemiecko-katolickie, które Ronge aktywnie wspierał przez liczne wyjazdy. W tym samym roku Ronge i Czerski zorganizowali w Lipsku zjazd, na którym szczegółowo określone zostały zasady działania wspólnoty.
We Wrocławiu (w 1845) wspólnota przejęła od miasta utworzony po epidemii cholery w 1831 roku tzw. Cholerafriedhof – cmentarz na Szczepinie przy Bunzlauer Straße (dzisiejsza ulica Bolesławiecka), na którym grzebano ofiary tamtej epidemii. Później został on przemianowany na Freidenkerfriedhof – cmentarz Wolnego Związku Religijnego.
Katolicki biskup wrocławski Melchior von Diepenbrock obłożył jednak Niemiecki Kościół Katolicki ekskomuniką, a ks. Ronge popadł w niełaskę władz i w 1849 roku wyemigrował do Anglii, do Londynu.
W 1850 roku Kościół ten połączył się z wolnymi protestantami, a dziewięć lat później wszedł w skład ruchu liberalno-racjonalistycznego, który skupiał także inne wspólnoty w ramach Freie Religionsmanschaften, tworząc Związek Wolnych Gmin Religinych (niem. Bund Freireligiöser Gemeinden).